# Grapholita prunivora
Grapholita prunivora es una especie de polilla del género Grapholita, tribu Grapholitini, familia Tortricidae. Fue descrita científicamente por Walsh en 1868.
La envergadura es de unos 8-10 milímetros. Se distribuye por América del Norte: Estados Unidos.